# Grande Aigrette
Ardea alba
Espèce
Statut de conservation UICN

 LC  : Préoccupation mineure
Répartition géographique
- zone de nidification
- résident permanent
- non nicheur

Statut CITES
Synonymes
- Casmerodius albus

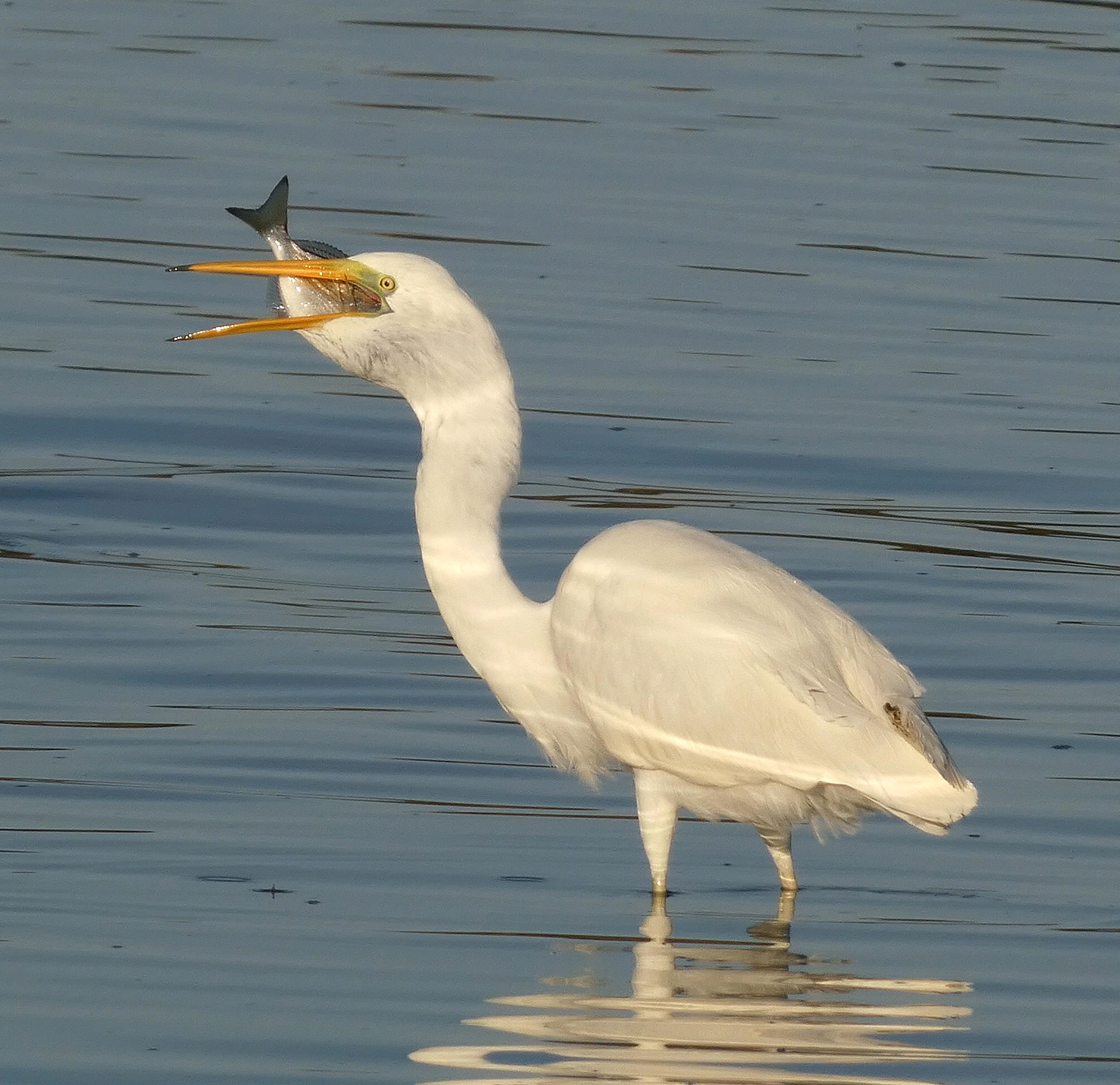
Marais salants de Guérande (France).

La Grande Aigrette (Ardea alba ; ex Egretta alba) est une espèce d'oiseaux échassiers de la famille des Ardeidae. 
La Grande Aigrette est le plus grand de tous les hérons et aigrettes présents en Europe. Elle a failli disparaître, décimée par les chasseurs ou piégeurs qui en revendaient les longues plumes nuptiales pour décorer les chapeaux des dames de la fin du XIXe siècle au début du XXe siècle. Ce sont ensuite la destruction des zones humides, des mangroves, les pesticides qui ont rendu sa survie difficile. Elle est maintenant protégée et reconstitue lentement ses populations. Ainsi, elle est classée comme non préoccupante par l'Union internationale pour la conservation de la nature. Elle est partiellement migratrice dans l'hémisphère nord.

## Description
D'une longueur d'environ 80–104 cm et d'une envergure de 140 à 170 cm, pour un poids de 0,7 kg à 1,5 kg, la grande aigrette est un peu plus grande qu'un héron cendré. Son plumage est uniformément blanc. En période nuptiale, de longues plumes apparaissent sur le dos (aigrette) dépassant la queue, sans crête ni longues plumes sur la tête. Les yeux sont jaunes avec une pupille noire.
Hors période de nidification ou si l'individu ne niche pas, la couleur du bec est jaune, plus foncée à son extrémité.
Par contre en période nuptiale il fonce et peut devenir orangé à noir.
Les sous-espèces peuvent se distinguer selon la couleur des parties nues en période nuptiale :
- A. a. alba : a le bec presque entièrement noir, les lores verts, les pattes sont jaunâtres à rougeâtres avec le haut des pattes pouvant être rosâtres.
- A. a. melanorhynchos : a le bec noir, les pattes noires, les yeux rouges et les lores bleu-vert. Le bec reste à bout noir toute l'année.
- A. a. modesta : a le bec noir, les lores verts et les pattes noires avec des teintes rouge-violet.
- A. a. egretta : a le bec jaune-orange avec un culmen noirâtre et les pattes sont noires.

Mâle et femelle sont très semblables, la femelle étant légèrement plus petite à âge égal.
Le juvénile ressemble à un adulte non-nicheur, avec des couleurs moins vives sur les pattes et le bec.
En vol, le cou est replié dans les épaules, comme celui d'un héron cendré. Le cou forme une bosse sous la tête de l'oiseau ce qui peut permettre reconnaître la Grande Aigrette à son allure en vol. Ses battements d'ailes sont souples, amples et lents.

## Écologie et comportement

### Alimentation
Comme les hérons, la grande aigrette a un large spectre alimentaire, allant d'insectes et de vertébrés aquatiques et terrestres aux poissons ou petits crustacés, aux petits mammifères (souris, musaraignes, campagnols, jeunes rats musqués...) en passant par les reptiles (serpents, orvets) et de petits oiseaux.
Ses stratégies de pêche vont de la pêche aux aguets à une fouille de la vase au moyen de ses pieds ou à la marche lente dans l'eau. La proie est transpercée et avalée, après avoir été éventuellement retournée dans le cas des poissons.
Elle utilise une patte pour agiter l’eau et faire sortir les proies, ou bien elle marche lentement dans les eaux peu profondes, mais elle peut aussi rester sans bouger pendant de longues périodes en attendant le passage d’une proie, poisson ou insecte. Quand l’objet de sa convoitise est repéré, elle le transperce rapidement de son bec.

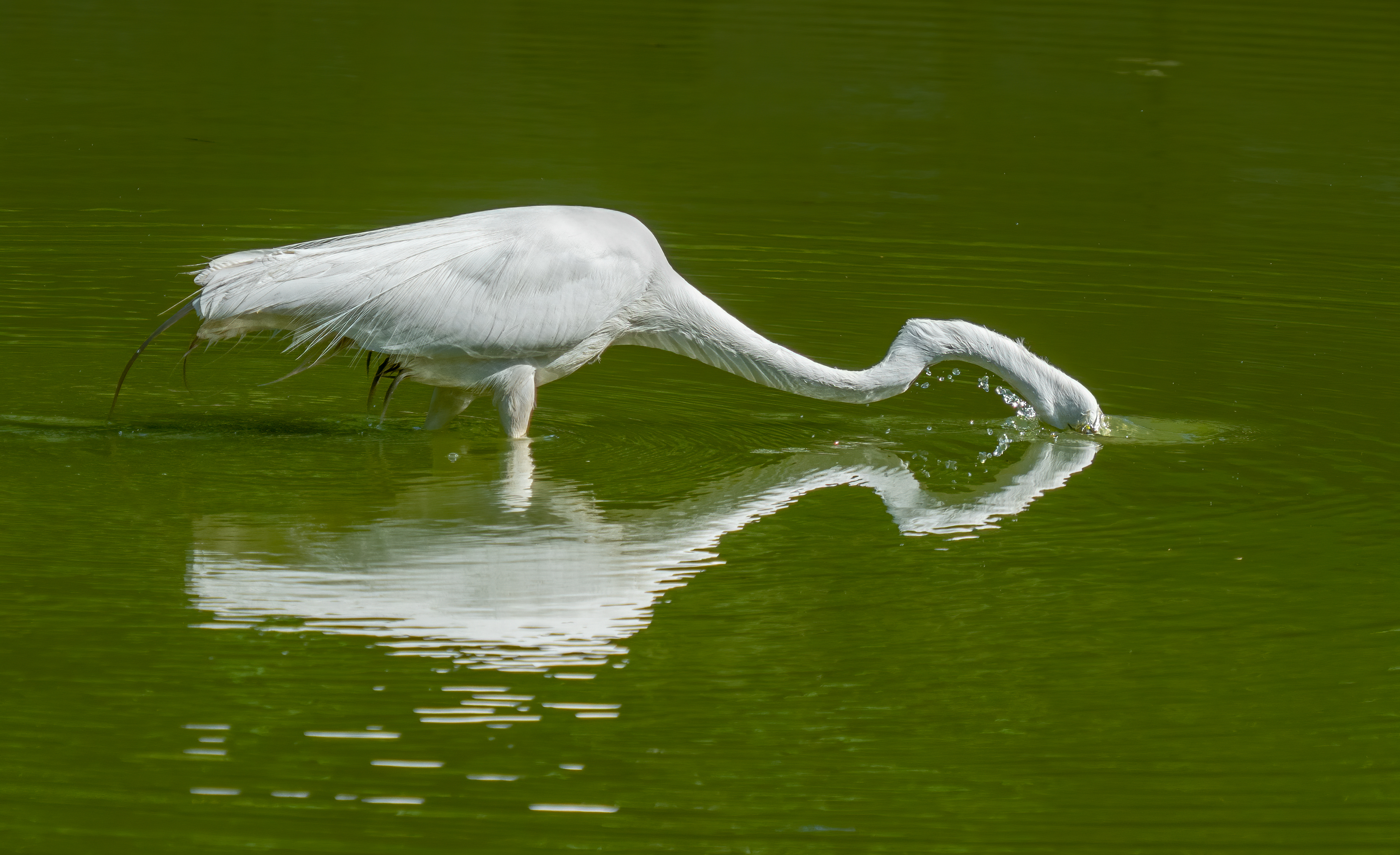
Une grande Aigrette pendant son repas.

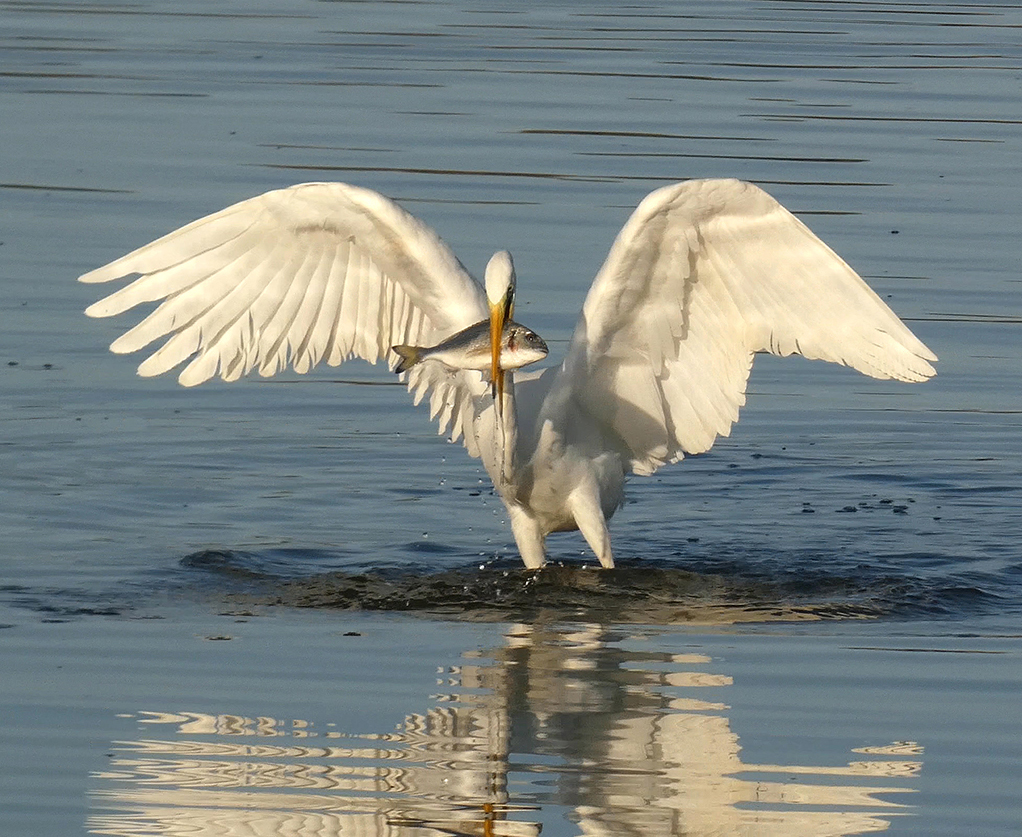
Marais salants de Guérande (France).

### Vocalisations
La grande aigrette produit une sorte de « corr », bruyant et grave. Les cris d'alerte et de défense de son territoire sont des croassements graves. Dans le nid, les adultes peuvent aussi produire des sons graves.

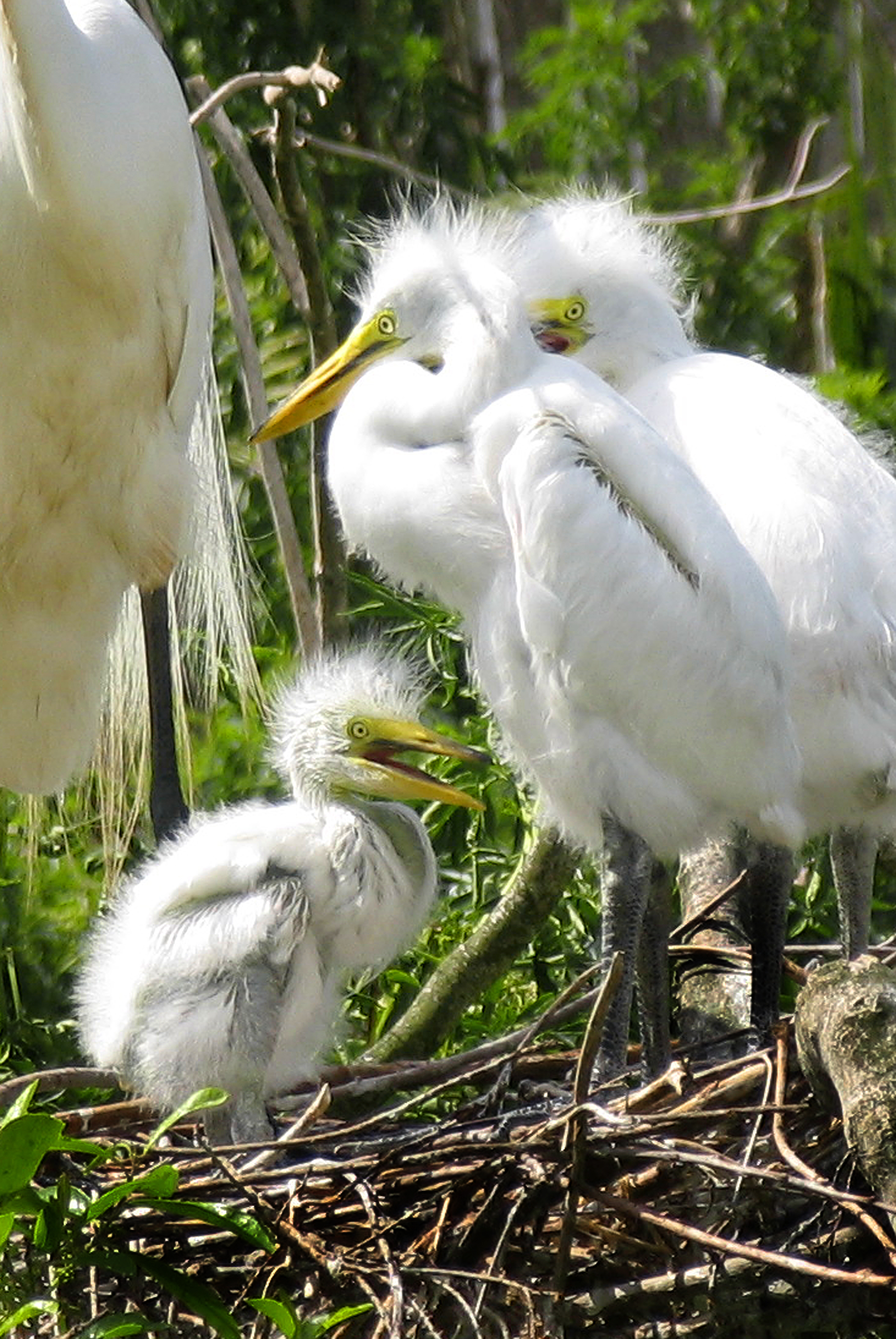
Grands oisillons, encore couverts de duvet, aux pattes encore tachetées.

### Comportement
Elle chasse seule ou en petits groupes. La nuit les aigrettes se rassemblent sur des arbres (dortoirs).

Elle peut voler la nourriture de hérons plus petits, voire d'autres aigrettes de la même espèce, et faire preuve d'agressivité pour défendre son territoire.

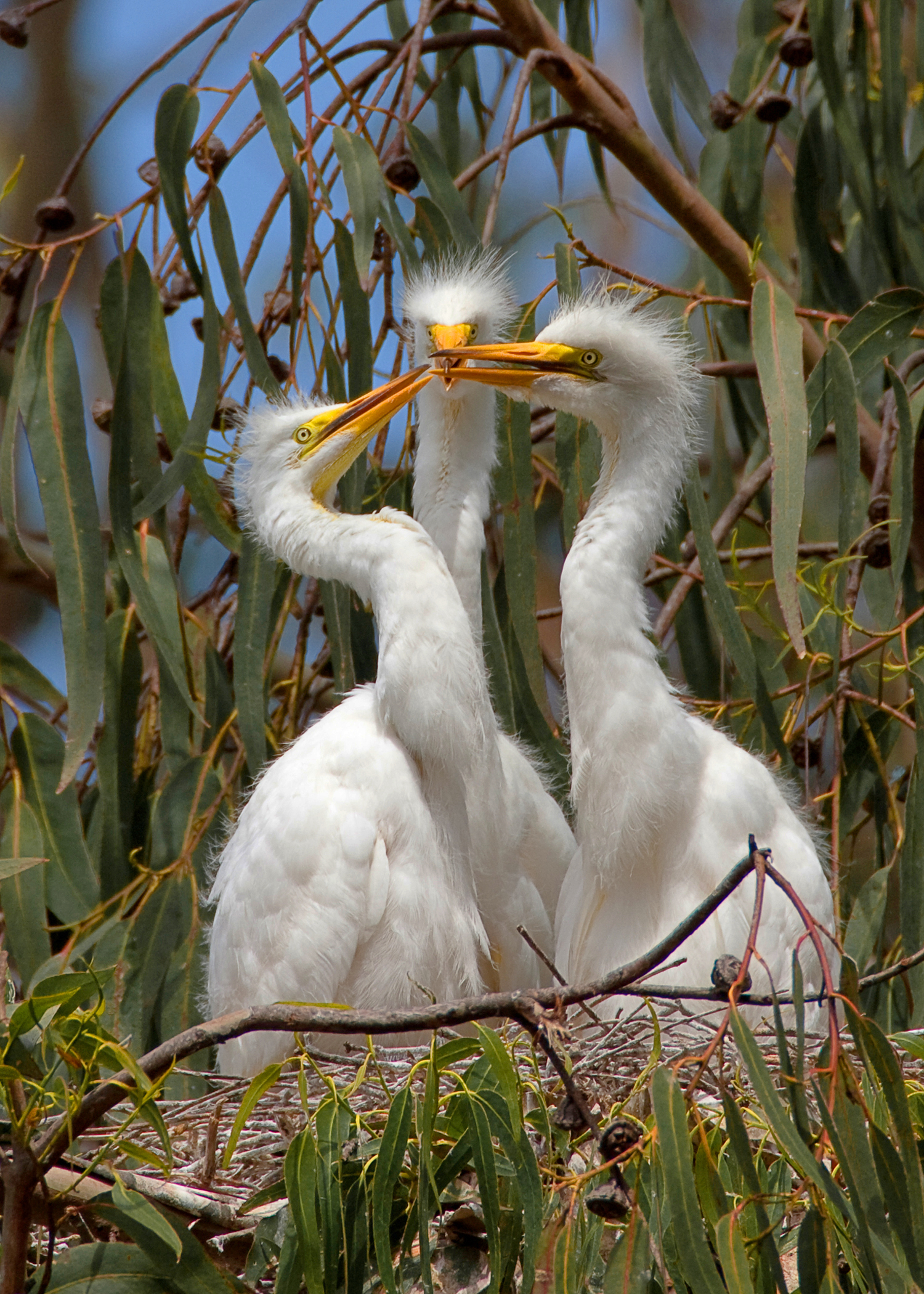
Jeunes au nid, avec leur duvet caractéristique encore présent sur la tête.

### Reproduction
La saison nuptiale commence mi-avril dans l'hémisphère nord.

Le début de la construction d'un nid (fait de branches, souvent roseaux et parfois plantes aquatiques), dans un arbre surplombant l'eau le plus souvent, à 6–12 m de haut, fait partie de la parade nuptiale du mâle. Une fois le couple formé, les deux oiseaux terminent le nid. 4 à 5 œufs bleu clair à bleu-verdâtre sont incubés 23 à 24 jours, à tour de rôle, par le mâle et la femelle qui ne font qu'une couvée par an. Les poussins, semi-nidifuges, sont blancs et couverts d'un épais duvet. Leur bec est rose tirant sur l'orangé puis devient jaune. Les deux adultes peuvent continuer à regarnir et élargir le nid au fur et à mesure que les poussins grandissent.

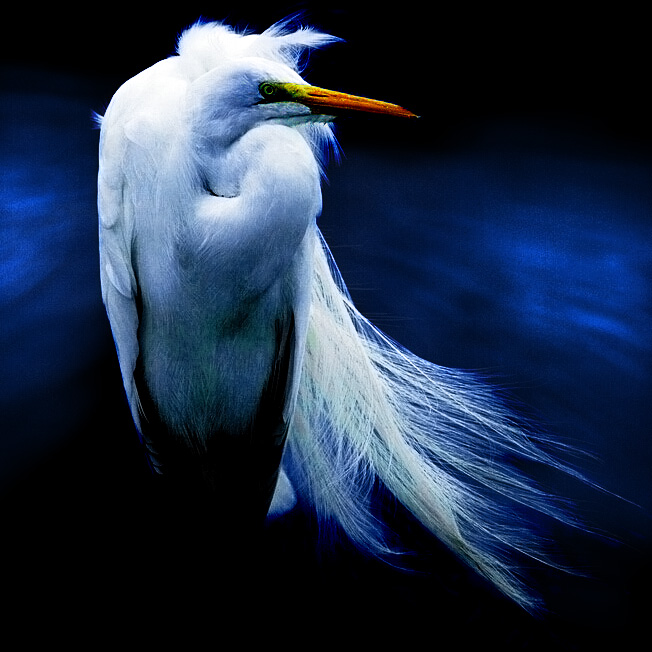
Au moment des amours, le bec de la grande aigrette peut prendre une couleur orangée à noire, restant jaune à la base.

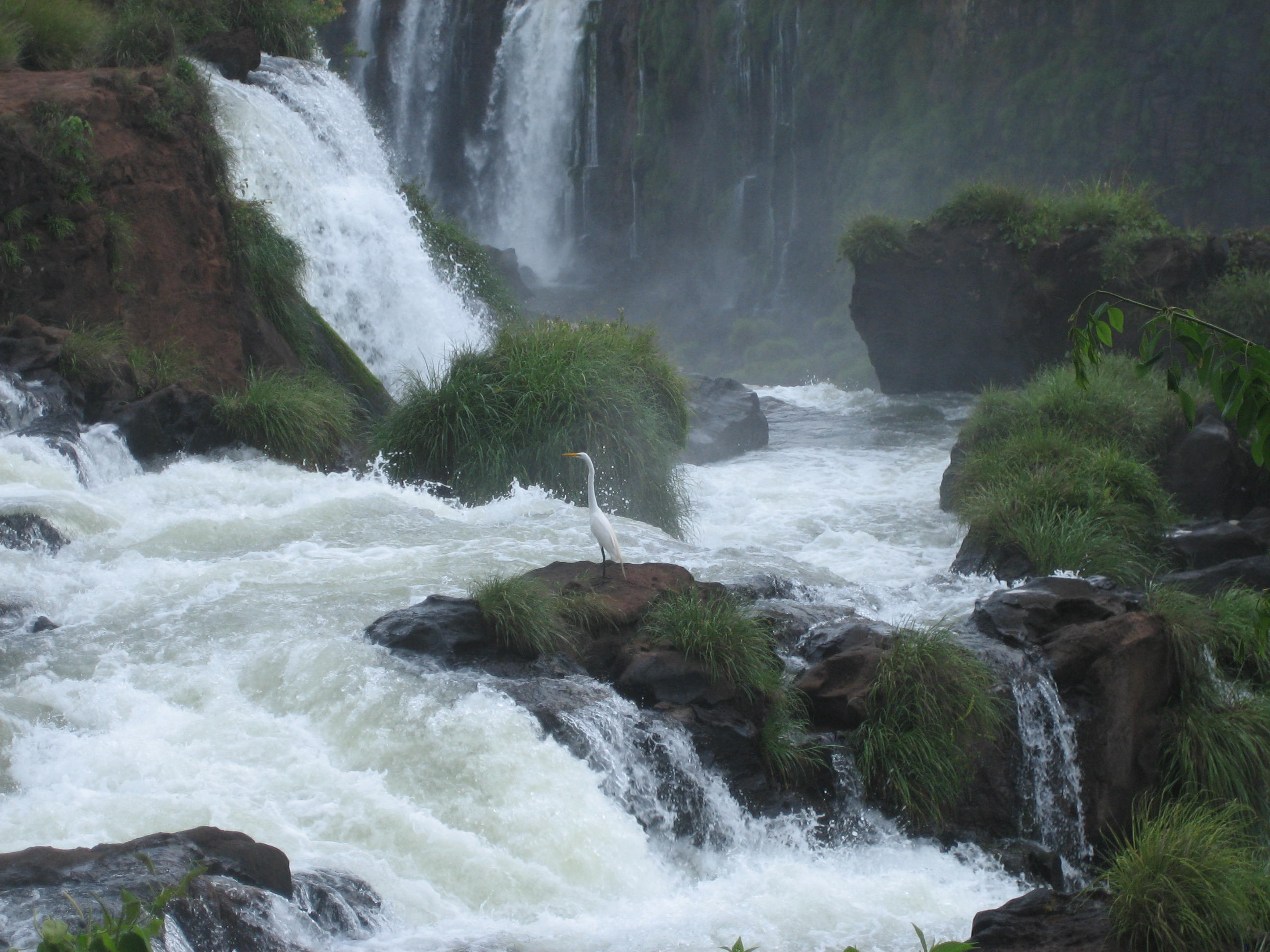
La grande aigrette apprécie les eaux calmes, mais peut aussi chasser dans les torrents, ici dans les chutes d'Iguazú, au milieu de la forêt tropicale, à la frontière entre le Brésil et l'Argentine.

Le premier vol des jeunes se fait après 35 à 40 jours de nourrissage par les parents. Les juvéniles seront sexuellement matures à 2 ou 3 ans.

## Répartition et habitat

### Aire de répartition
La grande aigrette se rencontre sur tous les continents, mais plus souvent dans l'hémisphère sud.
- En Europe, on la trouve surtout en Europe Centrale où on peut par exemple l'observer sur les lacs d'Autriche, de Hongrie et en Roumanie sur le delta du Danube.

- En France, on l'observe maintenant sur tout le territoire et notamment en Camargue, dans la Dombes, en Sologne et en Brenne du fait des nombreuses zones humides de ces régions naturelles. 81 couples étaient recensés en 2004, avec quelques nichées observées. Elle est maintenant en expansion aux quatre coins de l'hexagone.

- En Suisse, l'espèce, autrefois très rare, est devenue une hivernante abondante au bord du lac de Neuchâtel. Quelques couples y nichent depuis 2013.

### Habitat
Elle apprécie les zones humides boisées (dont mangroves) et la proximité de vastes étendues d'eau (douce, saumâtre, salée), rizières, vasières ou champs ou friches provisoirement inondés.

Elle niche dans les arbres ou roselières et plutôt sur les littoraux et zones humides de basse altitude. Dans les Andes et quelques régions on peut la trouver à des altitudes plus élevées.

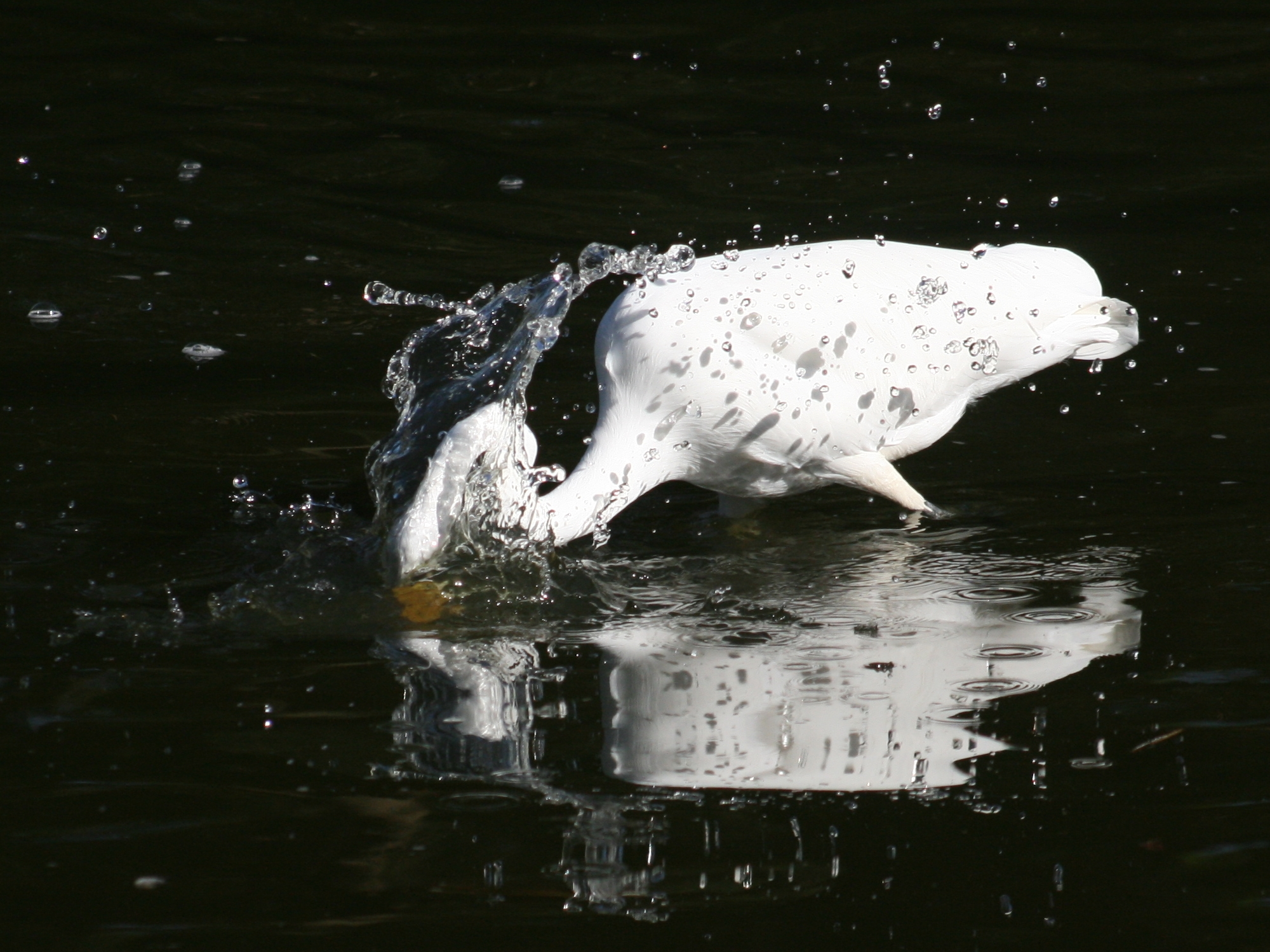
Comme le héron, la grande aigrette projette son bec pour transpercer sa proie, ou la pincer si elle est petite.

## Dynamique de population

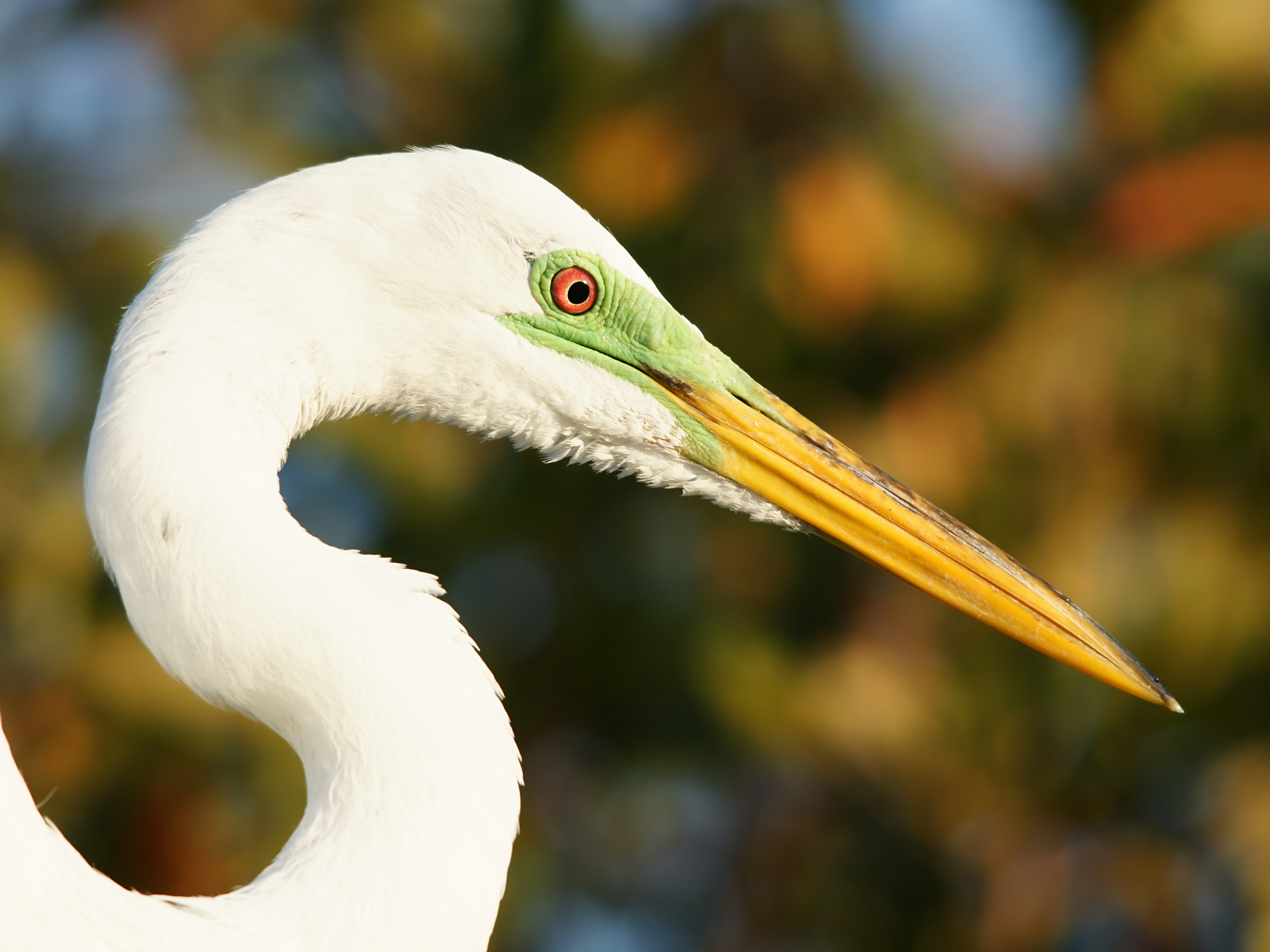
Les sous-espèces se distinguent notamment par la couleur de la peau nue, ici verte (Dove Key dans le comté de Monroe, Floride, États-Unis).

Encore rare jusque dans les années 1980-1990 en France, l'espèce reconstitue peu à peu des populations plus significatives.

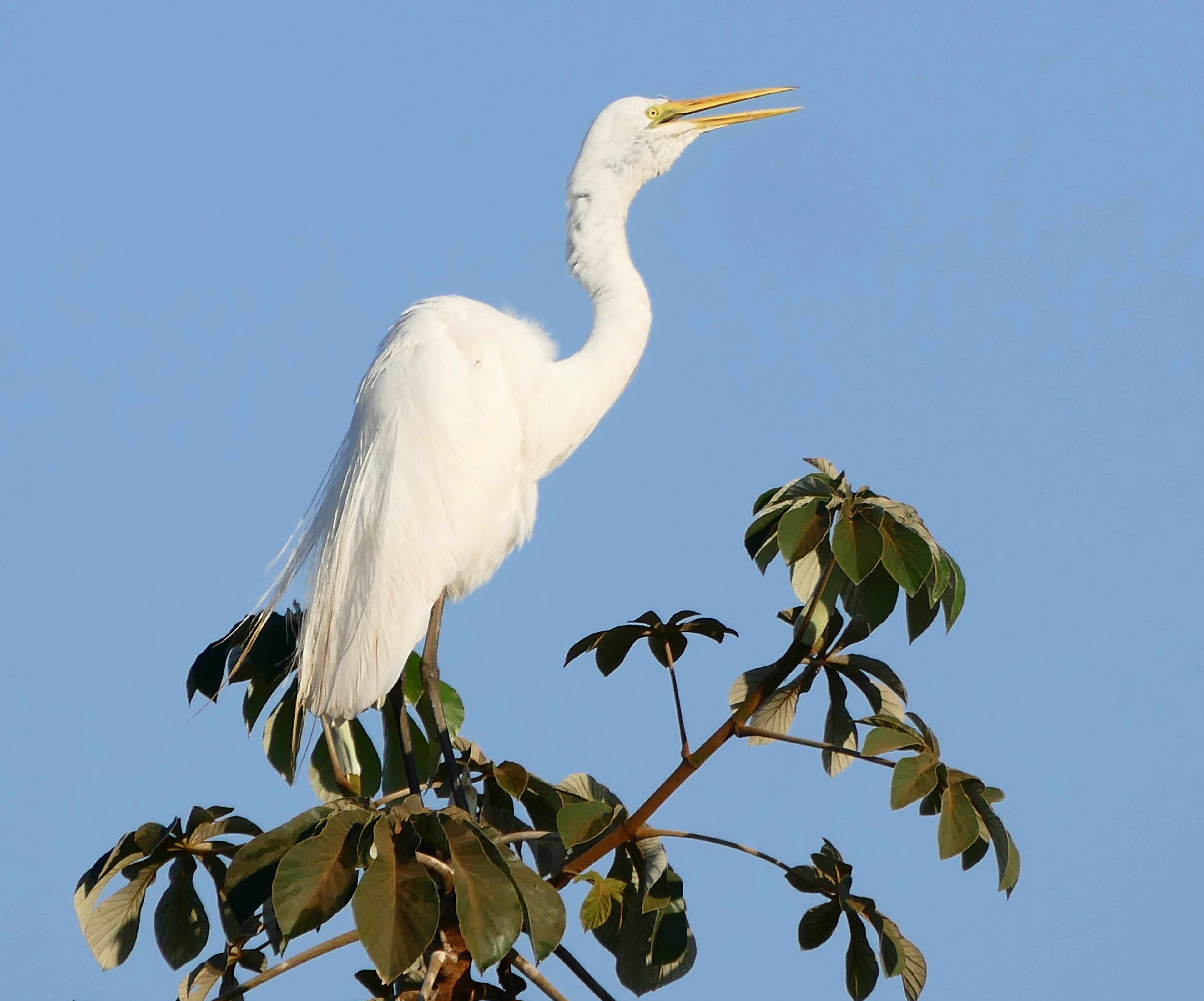
Ardea alba egretta (Mato Grosso, Brésil).

Les populations remontent vers le Nord ; depuis les années 2008-2010, la reproduction est constatée dans la Somme.

## Nomenclature et systématique
Au vu des résultats des tests d'hybridation de l'ADN, la grande aigrette a réintégré le genre Ardea dans lequel Carl von Linné l'avait initialement classée en 1758. Historiquement, elle avait aussi été intégrée au genre Egretta (Forster, T, 1817), puis au genre Casmerodius (Gloger, 1842) créé pour elle, avant de retourner au genre Ardea en 2011.

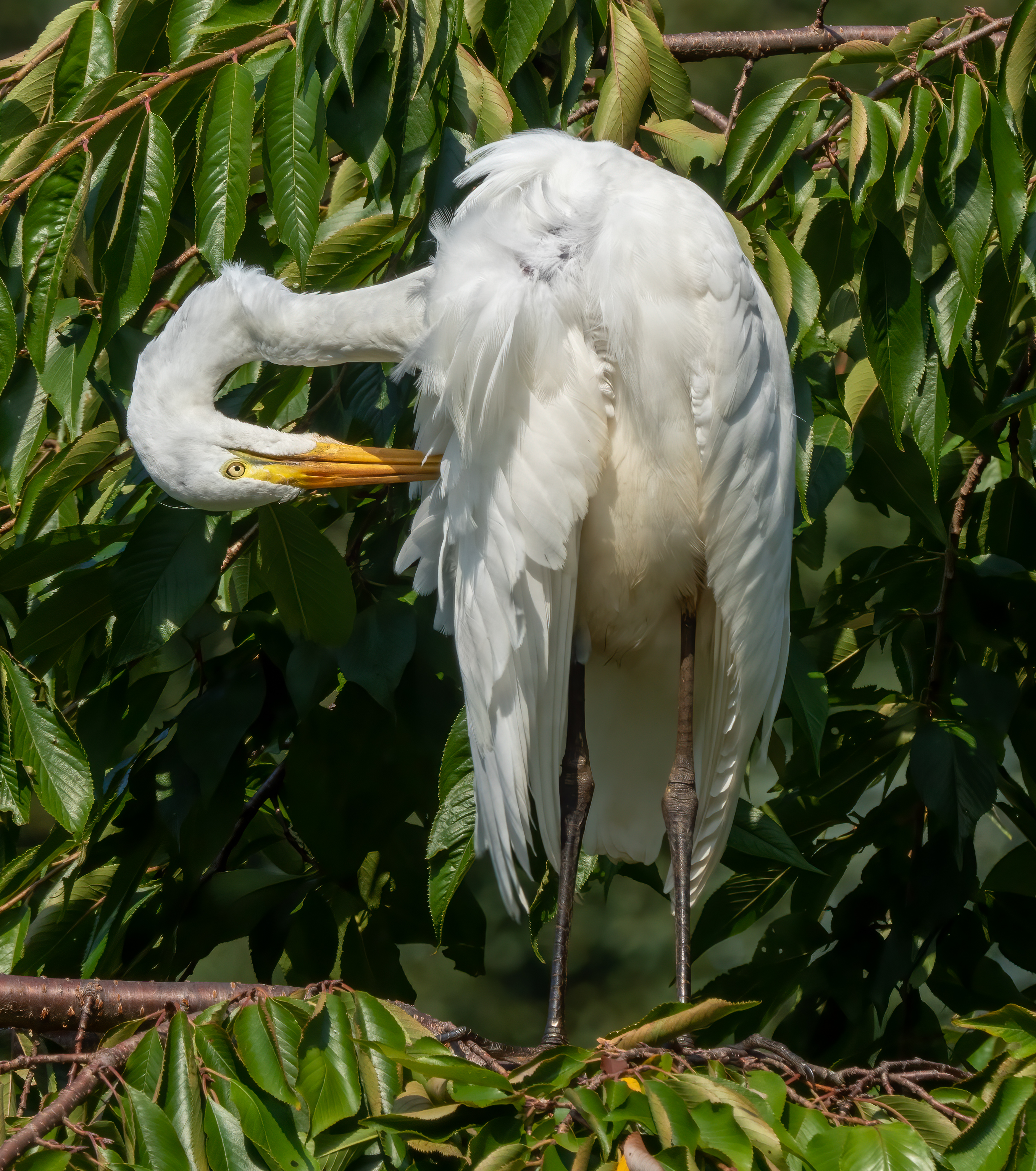
Une grande Aigrette en parade dans un arbre au cimetière de Green-Wood, New York.

D'après la classification de référence (version 14.1, 2024) de l'Union internationale des ornithologues, la Grande Aigrette  possède quatre sous-espèces (ordre philogénique) :
- Ardea alba alba  : de l'Europe au nord-est de l’Asie, du nord de l'Afrique au sud de l'Asie ;
- Ardea alba melanorhynchos  : Afrique subsaharienne et Madagascar ;
- Ardea alba modesta  : de l'Asie du Sud-Est à l'Indonésie, les Philippines, l'Australie et la Nouvelle-Zélande ;
- Ardea alba egretta  : sur une grande partie de l'Amérique du sud du Canada au sud de l'Argentine et le sud du Chili.

La sous-espèce modesta a temporairement été élevée au rang d'espèce, par exemple chez Christidis et Boles en 2008, se fondant sur une étude génétique datant de 1987. Pratt montre en 2011 que cette séparation n'est pas justifiée et est une extrapolation de l'étude de 1987, conduisant à la réintégration de modesta au sein de A. alba.

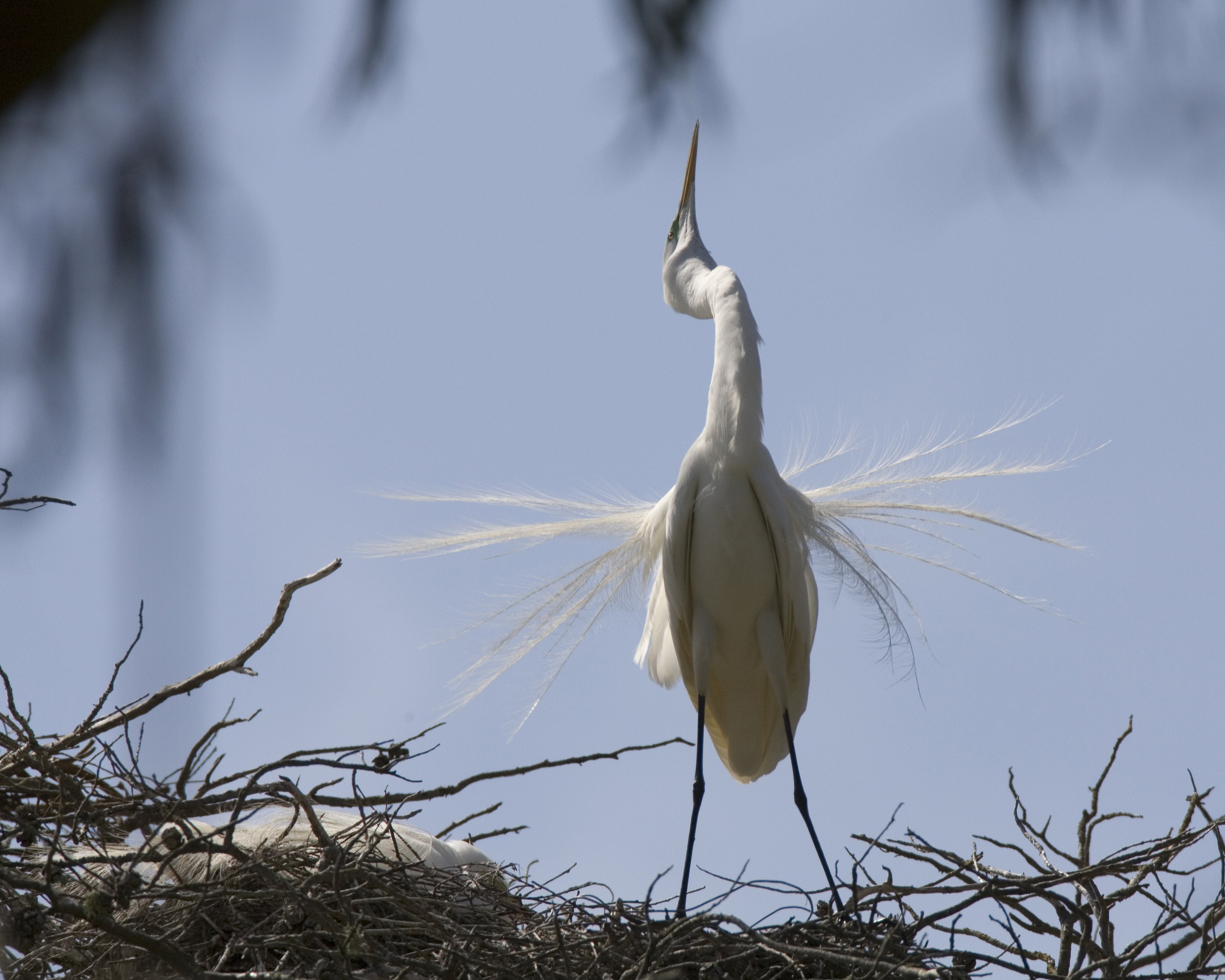
À la saison des amours, un plumage plus long et duveteux orne le dos des aigrettes. Il a failli causer la disparition de l'espèce à l'époque où ces plumes étaient recherchées pour les chapeaux ou costumes de music-hall.

## La grande aigrette et l'humain

### État, pression, menace
La chasse (pour ses plumes) puis la régression de ses habitats ont été les premières causes de régression.
Ses prédateurs naturels exercent surtout leur pression sur les œufs et les oisillons (ce sont surtout le raton laveur, le hibou et certains faucons), mais quelques adultes sont également mangés par des coyotes ou faucons.

### Statut et protection
La grande aigrette bénéficie d'une protection totale sur le territoire français depuis l'arrêté ministériel du 17 avril 1981 relatif aux oiseaux protégés sur l'ensemble du territoire. Elle est inscrite à l'annexe I de la directive Oiseaux de l'Union européenne. Il est donc interdit de la détruire, la mutiler, la capturer ou l'enlever, de la perturber intentionnellement ou de la naturaliser, ainsi que de détruire ou enlever les œufs et les nids et de détruire, altérer ou dégrader leur milieu. Qu'elle soit vivante ou morte, il est aussi interdit de la transporter, colporter, de l'utiliser, de la détenir, de la vendre ou de l'acheter.

## Galerie

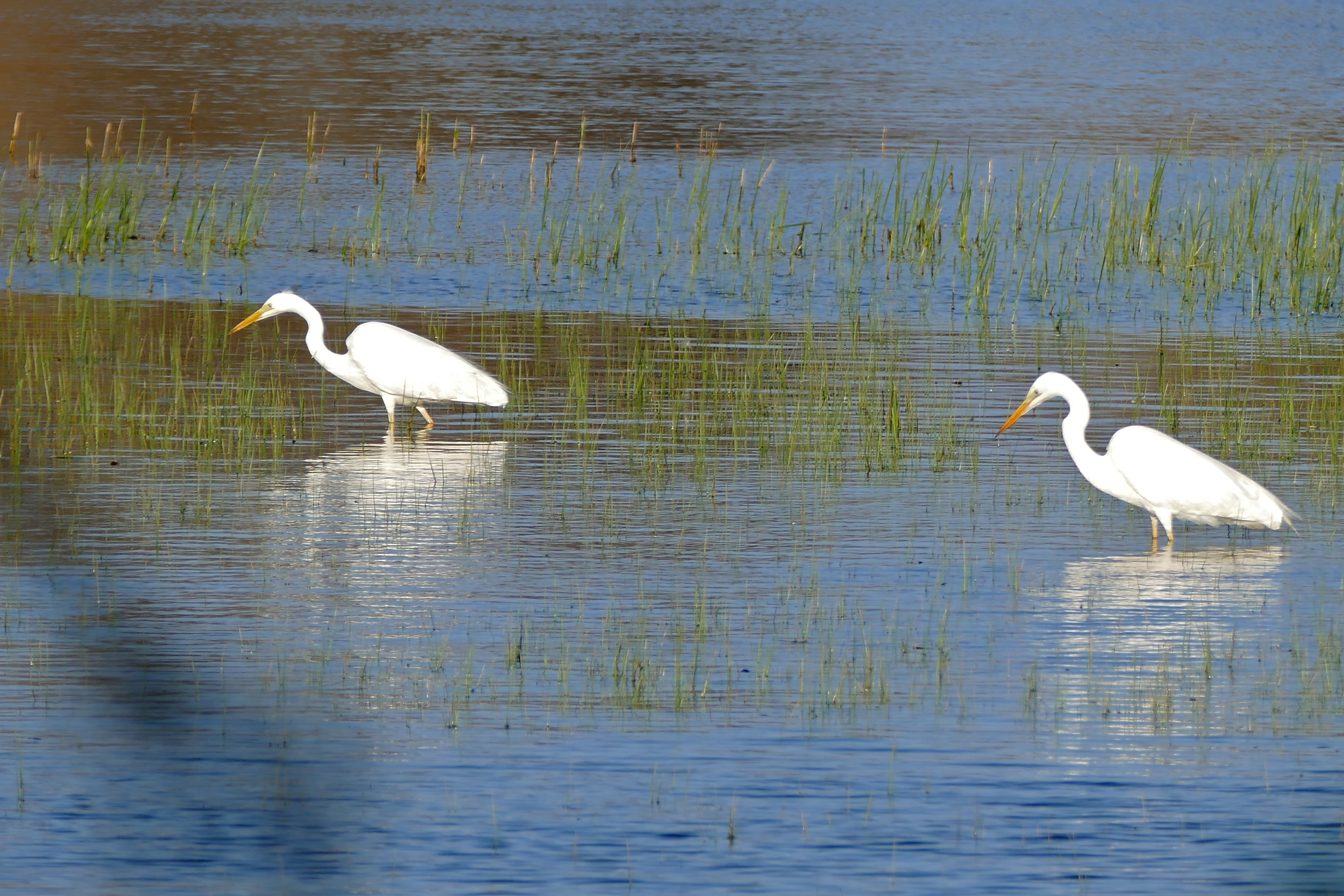
Grandes aigrettes (Catalogne, Espagne).
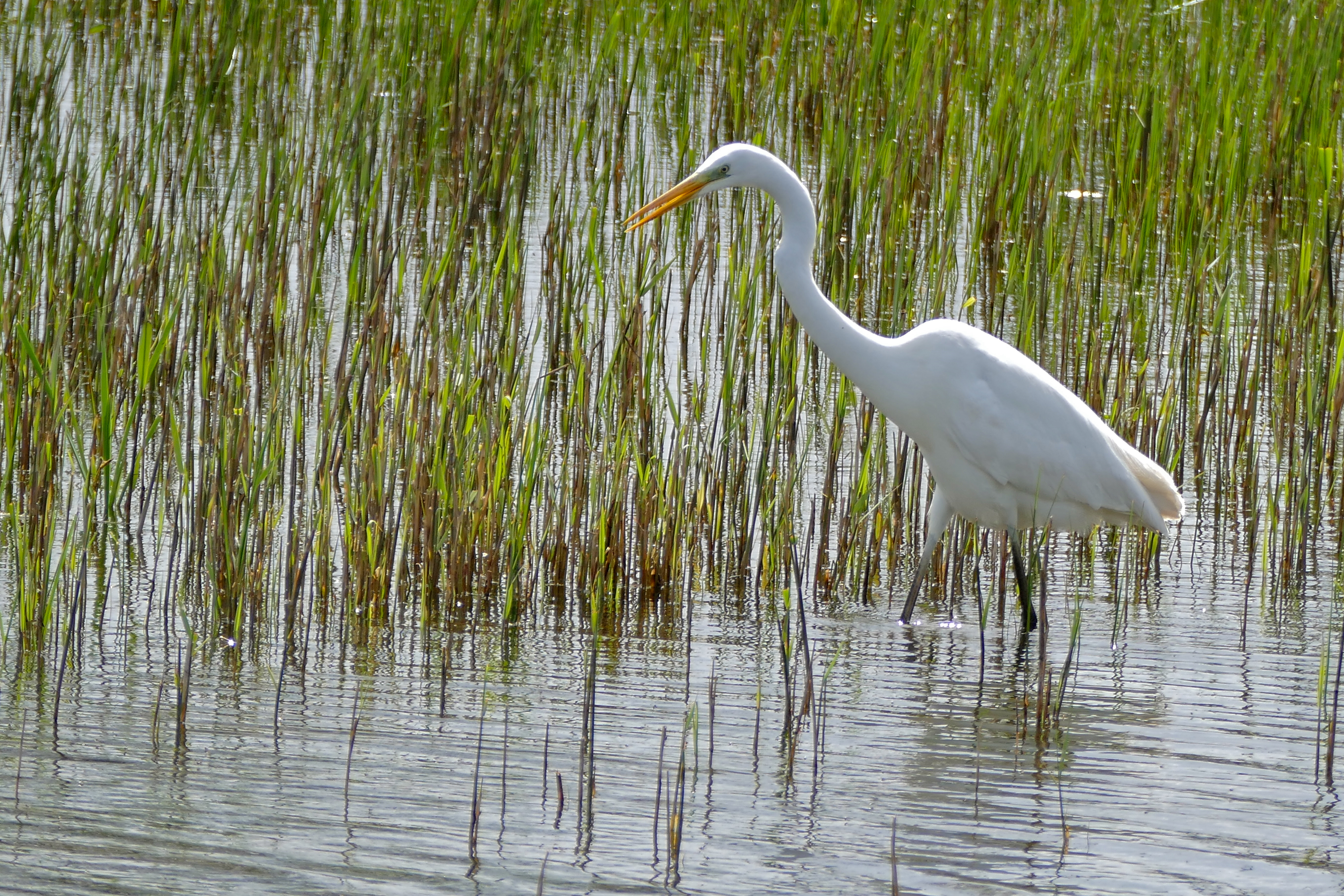
Grande aigrette (Catalogne, Espagne).
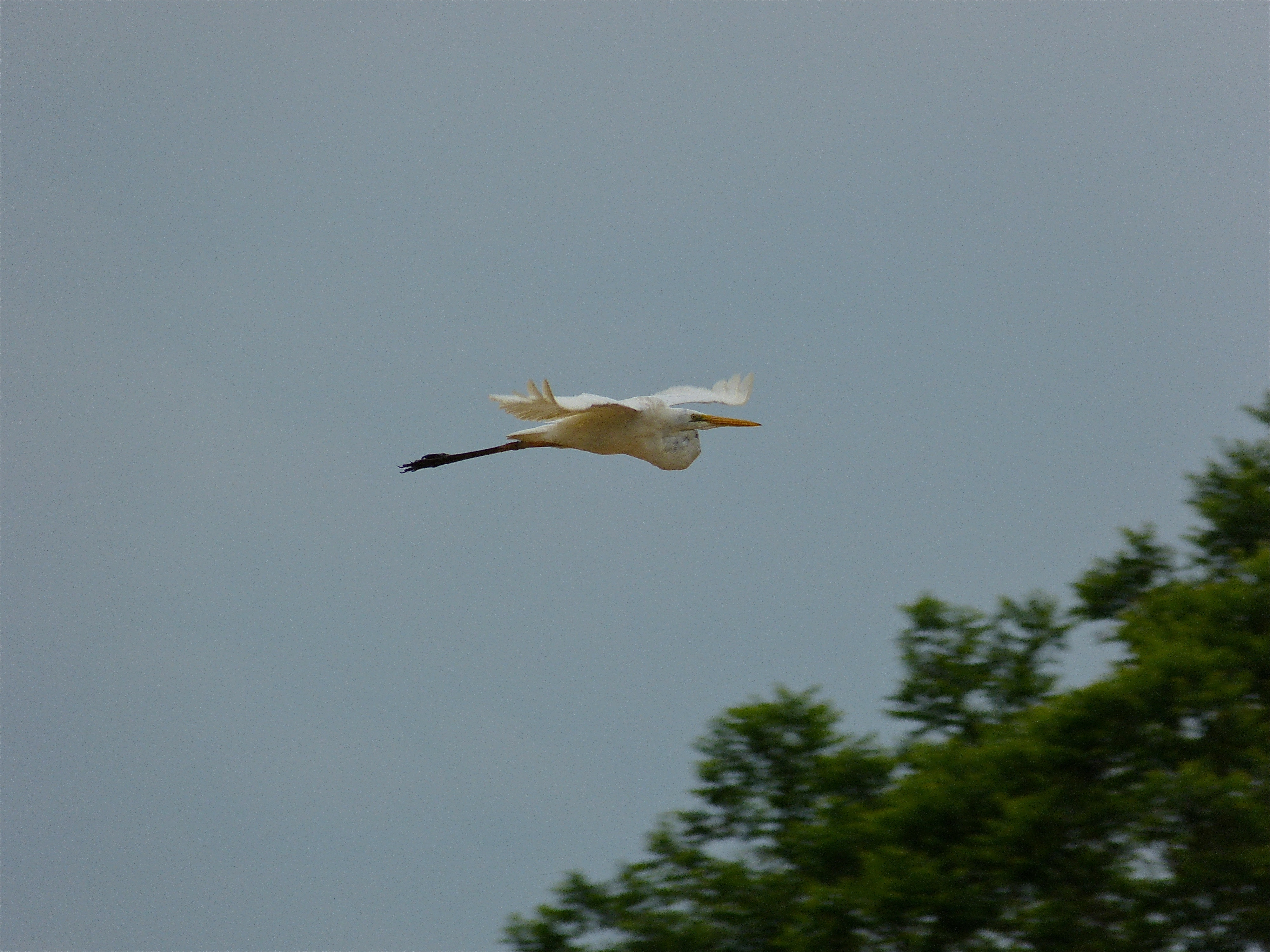
Grande aigrette en vol (Sabah, Malaisie).
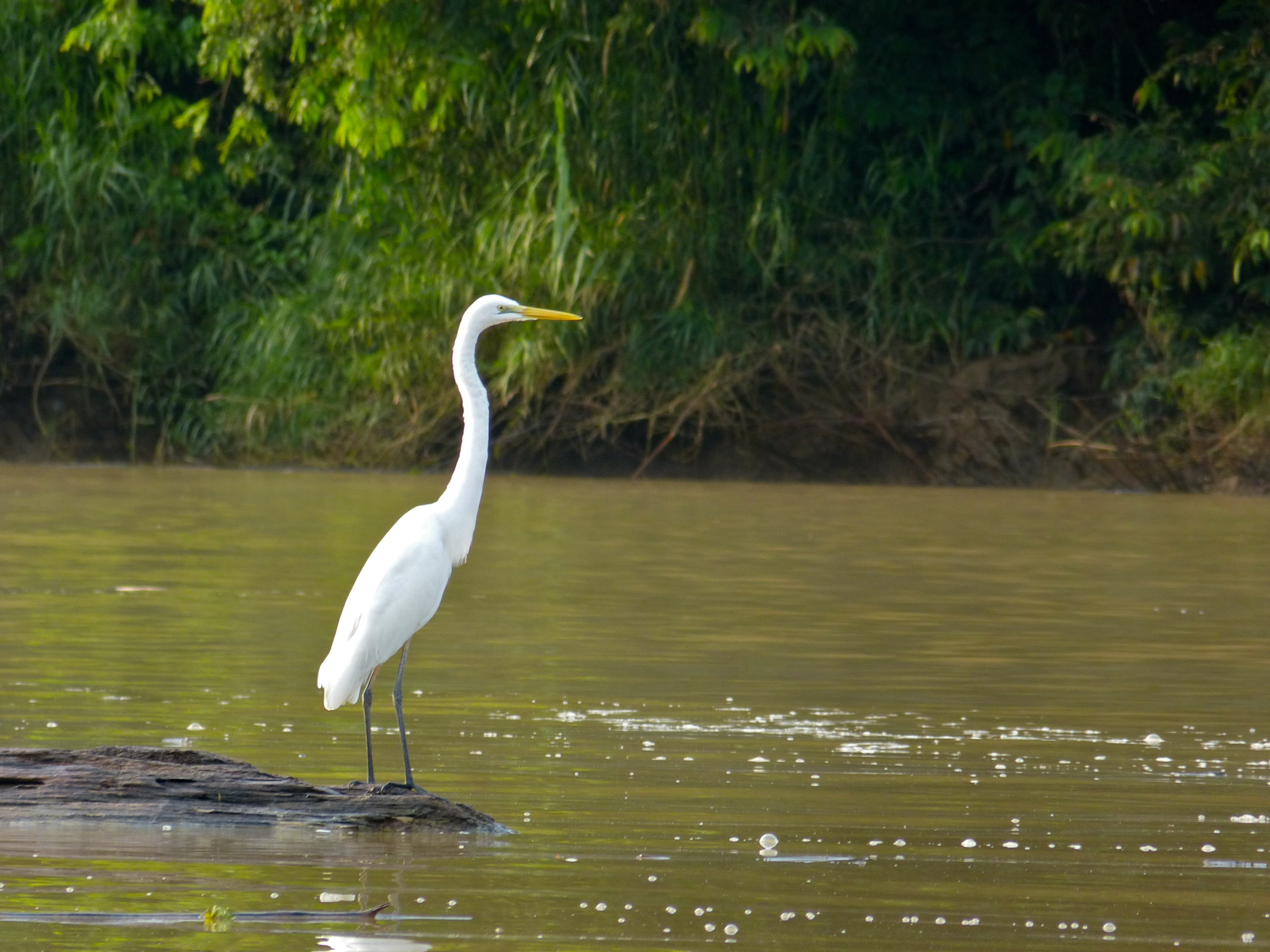
Grande aigrette (Sabah, Malaisie).
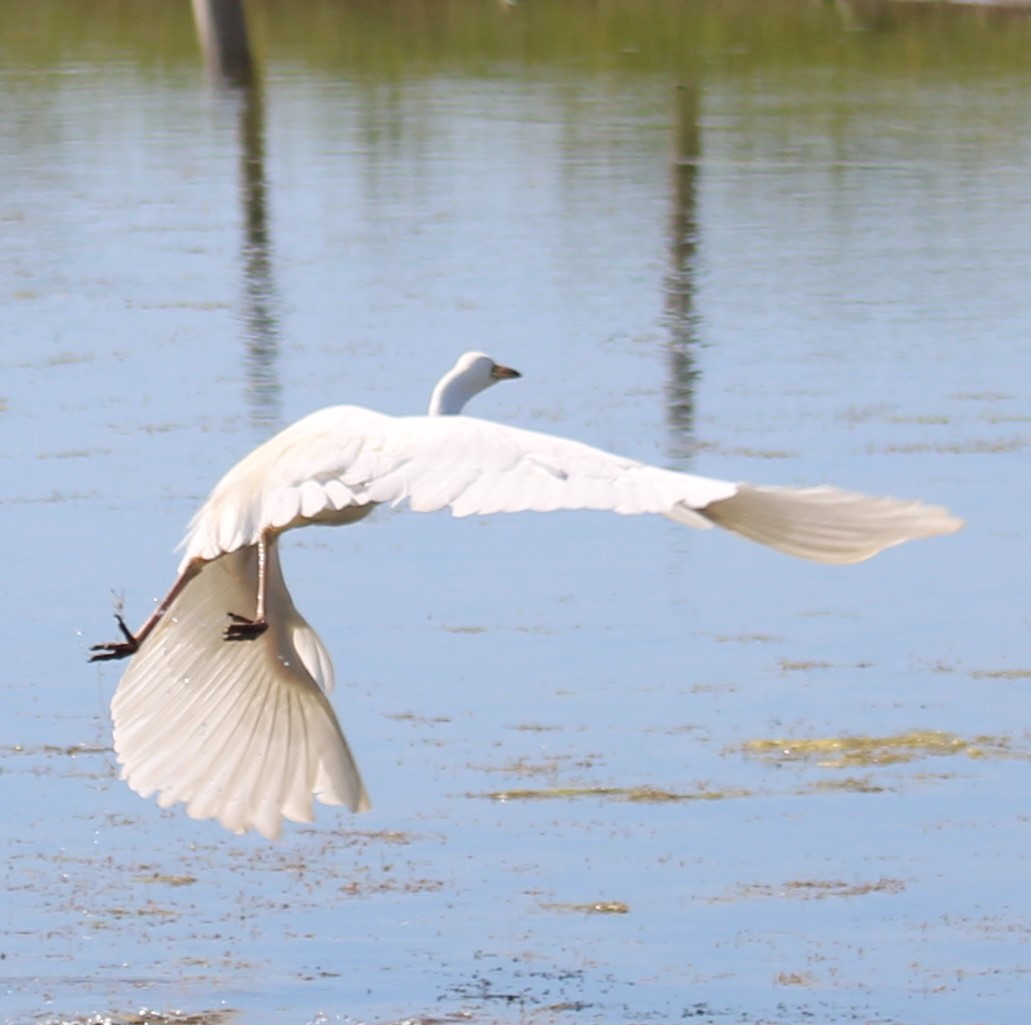
Envol en baie de Somme.
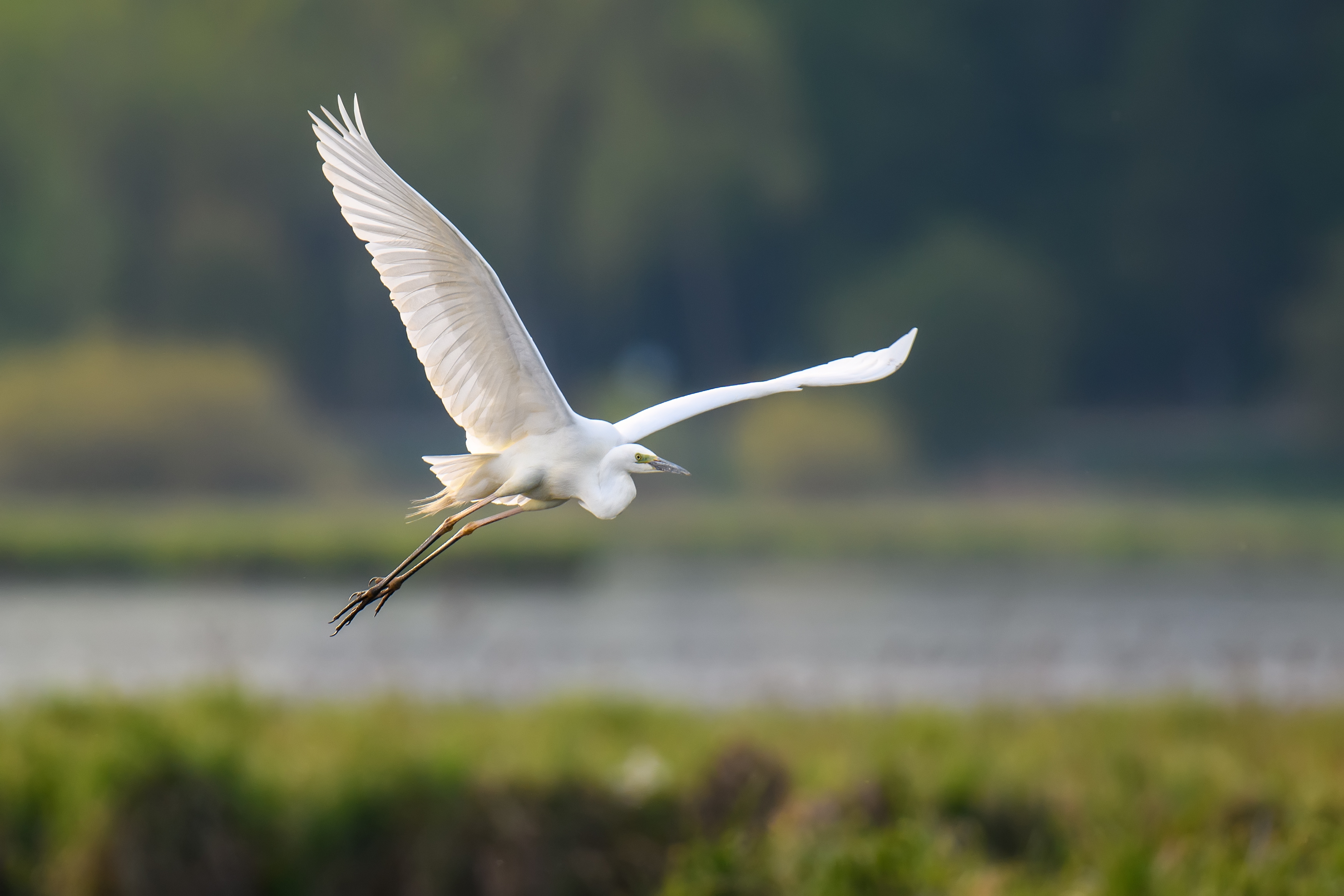
Grande aigrette en vol (Seretskyi (uk), raïon de Ternopil, Ukraine).
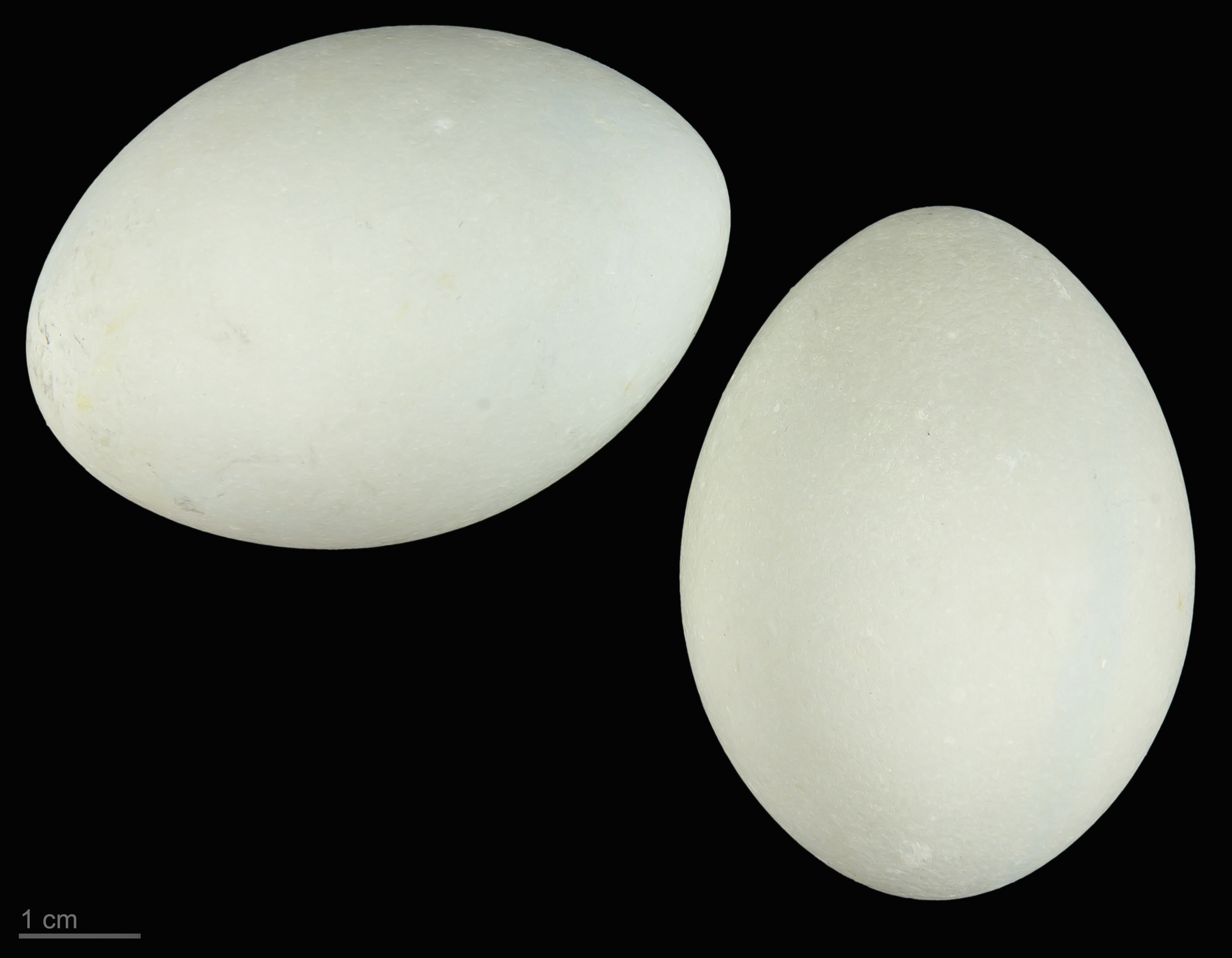
Œufs d'Ardea alba melanorhynchos -  Muséum de Toulouse.
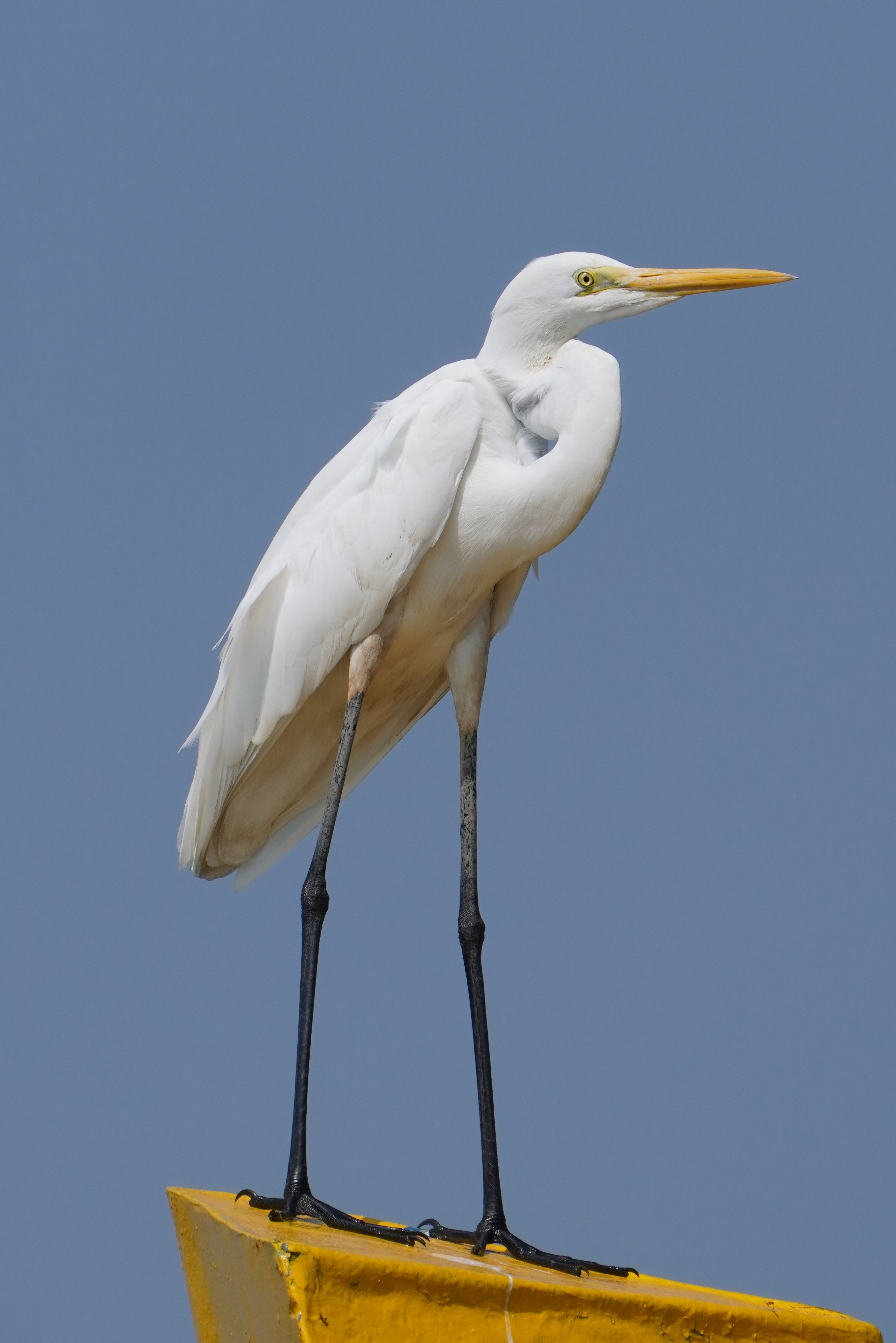
Grande Aigrette dans le Kadalundi Bird Sanctuary (en) au Kérala (Inde).
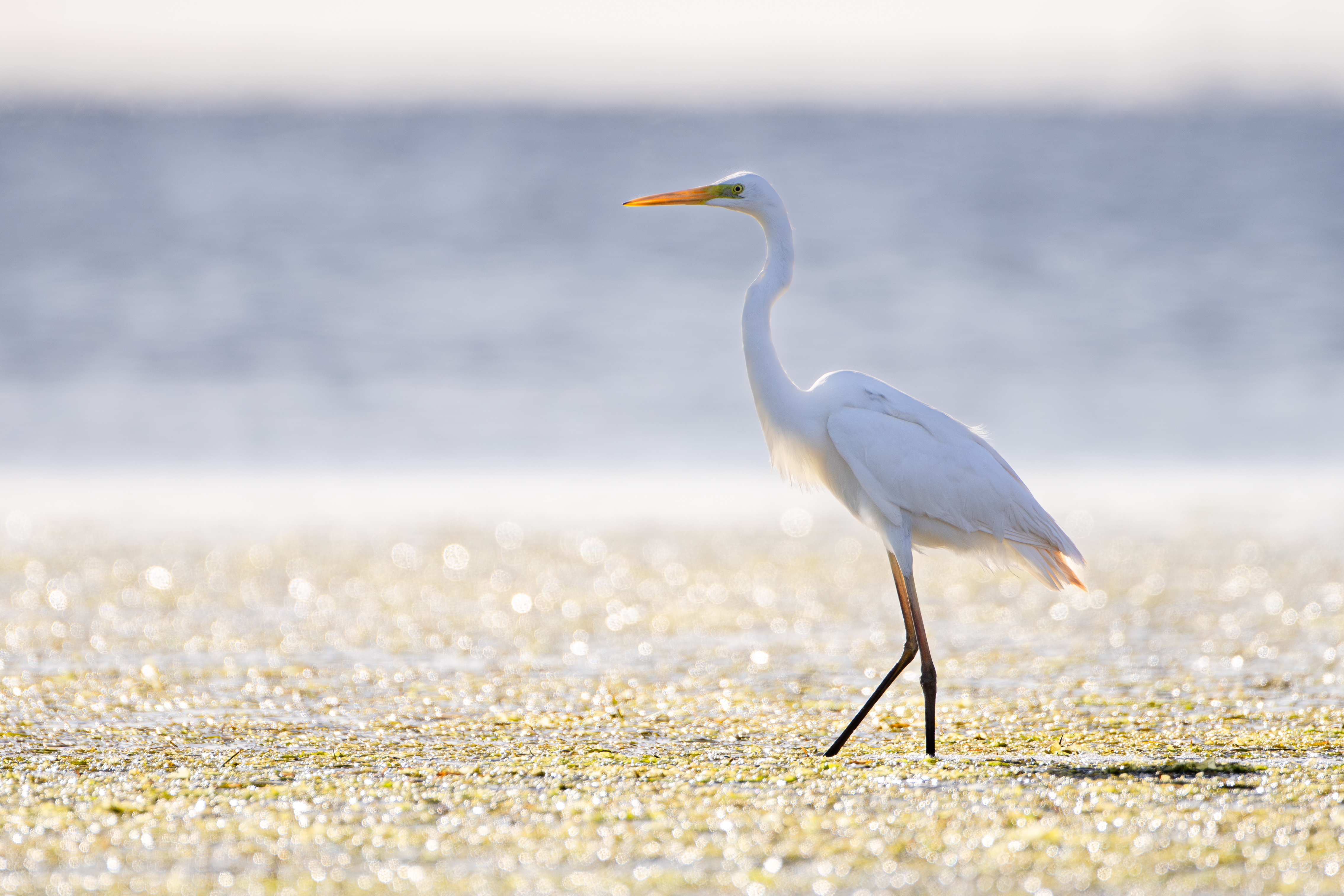
Grande aigrette à Djerba (Tunisie).
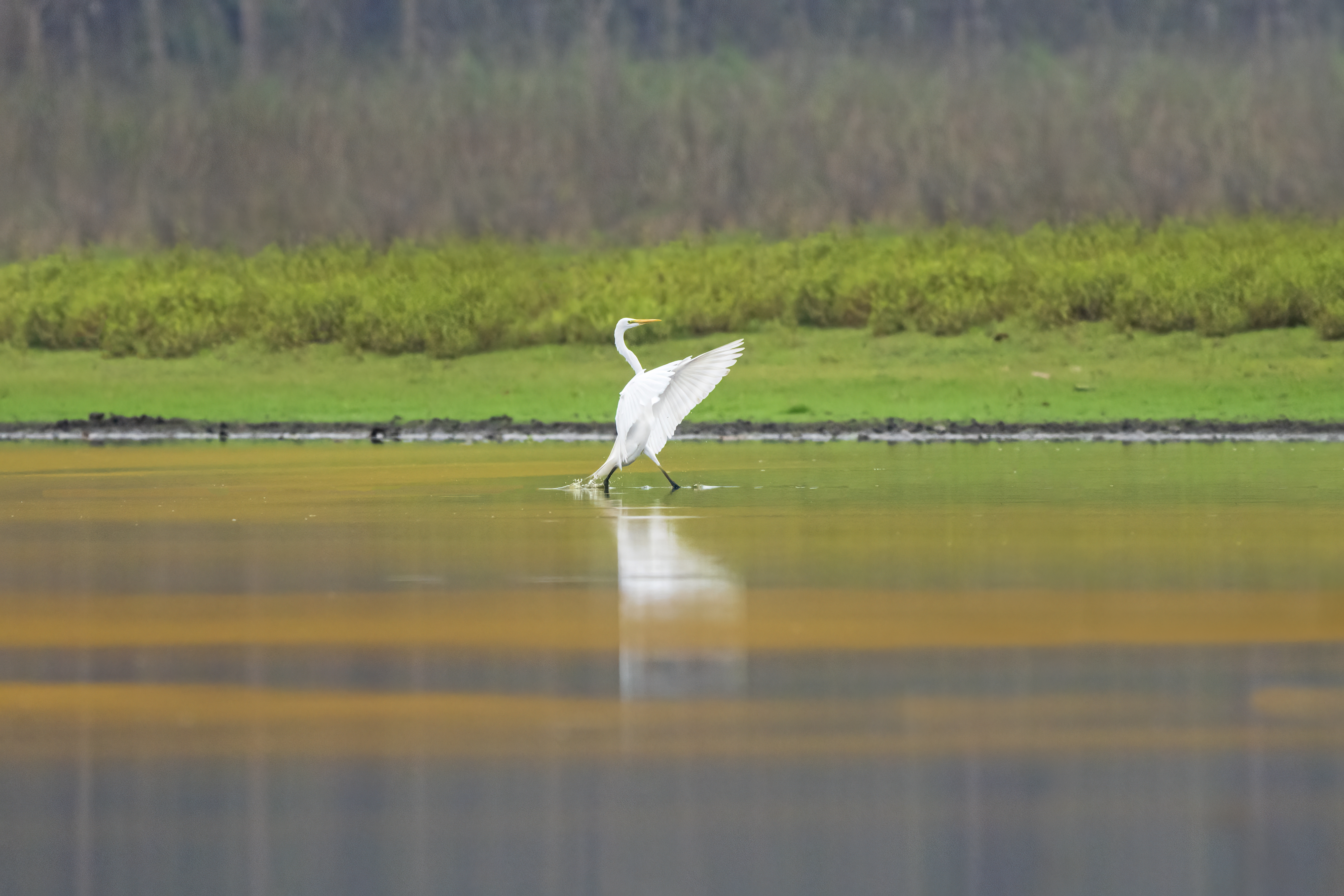
Une Grande Aigrette montre son plumage au début de la saison de reproduction